# Польская инициатива
Польская инициатива (пол. Inicjatywa Polska, сокращённо iPL) — польская левоцентристская политическая партия (до 2019 ассоциация). Входит в состав Гражданской коалиции.

## История
Ассоциация «Польская инициатива» была основана 20 февраля 2016 года Барбарой Новацкой, тогдашним сопредседателем партии «Твоё движение». Среди учредителей были члены Союза демократических левых сил, Партии Бело-красных, беспартийные и т. д.
В том же году члены ассоциации приняли участие в проекте «Спасем женщин», который был направлен на легкий доступ к противозачаточным средствам и легализацию абортов в Польше. Также ассоциацией был реализован проект «Дети без билетов», согласно которому проезд на общественном транспорте для школьников должнен стать бесплатным.
Перед местными выборами 2018 года ассоциация присоединилась к Гражданской коалиции.
На выборах в Европарламент в мае 2019 года ассоциация вошла в Европейскую коалицию, созданную Гражданской платформой, Польской народной партией, Современной, Союзом демократических левых сил и Зелёными («Польская инициатива» вошла туда формально, так как не была зарегистрирована как политическая партия).
4 июня 2019 «Польская инициатива» была зарегистрирована как политическая партия.
Партия приняла участие в Парламентских выборах 2019 года в составе Гражданской коалиции, получив 113 278 голосов, что равняется 2 депутатским мандатам. По состоянию на 2021 год в Сейме представлены 5 депутатов от «Польской инициативы».
После выборов партия наладила сотрудничество с Унией труда, Свободой и равенством и Польской социал-демократией.
На президентских выборах 2020 года партия поддержала Малгожату Кидаву-Блоньскую от Гражданской платформы. После ее провала «Польская инициатива» поддержала Рафал Тшасковского, также от Гражданской платформы.
В начале марта 2021 года была создана молодежная организация партии Inicjatywa dla Młodych (рус. Инициатива для молодежи).

## Идеология и программа
Партия выступает за наделение местных органов власти большими полномочиями. Он выступает за усиленную интеграцию в Европейский Союз, равные возможности для всех студентов, делает упор на культуру и образование и поддерживает социальную политику, предотвращающую изоляцию и неравенство. iPL также продвигает идею равенства, поддерживает светский характер государства, повышение качества медицинских услуг и свободный доступ граждан к любой информации, правовой помощи и равенство каждого перед законом.

## Структура
Председатель партии — Барбара Новацкая, генеральный секретарь — Томаш Сибильский, казначей партии — Катажина Осовецкая.